# Janisławiec (województwo lubuskie)
Janisławiec (niem. Lebrechtshof)– osada w Polsce położona w województwie lubuskim, w powiecie świebodzińskim, w gminie Lubrza.
W latach 1975–1998 miejscowość należała administracyjnie do województwa zielonogórskiego.
Osada znajduje się w połowie drogi pomiędzy Mostkami, a Wilkowem, przy drodze krajowej 92. Obecnie w jej skład wchodzi jedno gospodarstwo, oraz duża stacja paliw wraz z supermarketem zarządzana przez firmę Citronex.